# Otiria
Otiria war früher eine kleine Siedlung im Far North District der Region Northland auf der Nordinsel von Neuseeland. Otiria ist heute ein Teil von Moerewa, einem gut 1400 Einwohner zählenden Ort rund 5 km westlich von Kawakawa.

## Geschichte

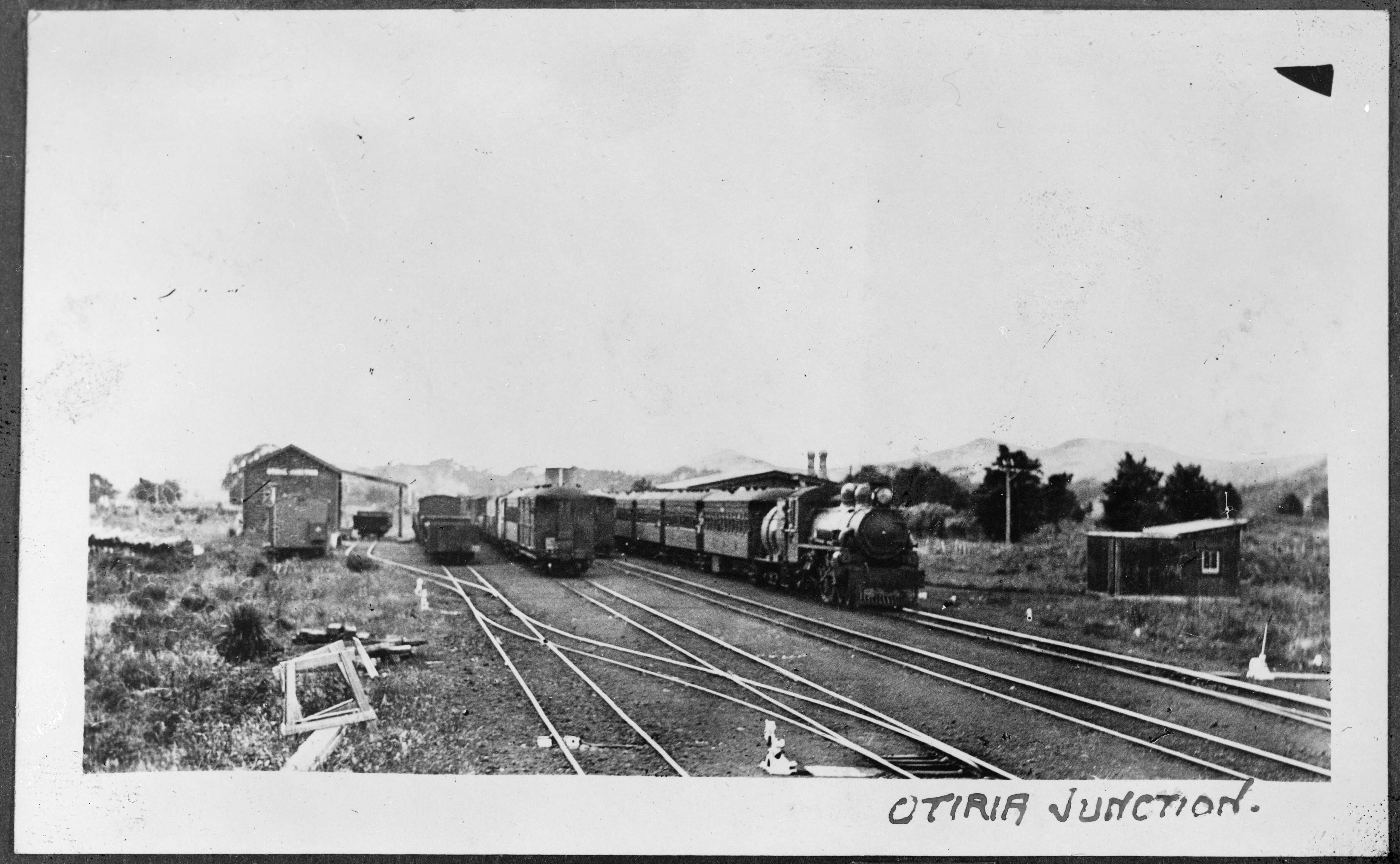
Bahnhof Otiria, um 1930

Otiria erhielt Eisenbahnanschluss, als hier 1911 eine Verlängerung der Strecke von Opua nach Kawakawa in Betrieb ging, die später den nördlichen Abschluss der Bahnstrecke Auckland–Opua bildete. 1914 wurde Otira zum Trennungsbahnhof, als 1914 der erste Abschnitt der Bahnstrecke Otiria–Okaihau eröffnet wurde. Letztere stellte den Personenverkehr 1976 und dann auch den Güterverkehr 1987 ein. Die Strecke nach Opua wurde bereits 1985 aufgegeben. Die Strecke von Auckland endet heute somit in Otira, was dessen Bahnhof zum nördlichsten im neuseeländischen Eisenbahnnetz macht.